# Paolo Schianchi
Paolo Schianchi (Parma, 22 de enero de 1966) es un arquitecto y diseñador italiano. Docente del Politécnico de Milán, es uno de los principales exponentes y teóricos del marketing visual, una disciplina que estudia la estrecha relación entre la imagen y el producto. 

## Biografía
Graduado en arquitectura, tras de haber realizado estudios sobre la estética, hacia finales de los años noventa comienza su investigación sobre el marketing visual, el cual cobra auge y obtiene gran divulgación durante la década siguiente. El punto focal de su trabajo está en haber formulado una teoría sobre la inseparabilidad del objeto y la imagen que lo representa. En sus numerosas y continuas experiencias en exposiciones (con PadovaFiere, por ejemplo) ha puesto en evidencia como el objeto puede asumir la identidad del entorno que lo enmarca, demostrando al mismo tiempo la inseparabilidad de estos dos elementos. 
Con la muestra La filosofia dell'acqua. Il Design italiano incontra l'artigianato giapponese, (La filosofía del agua. El diseño italiano encuentra la artesanía japonesa), en Milán y Padua, abril/octubre de 2011,  Paolo Schianchi ha demostrado visualmente que un objeto no es el resultado industrial que responde a una determinada necesidad, sino la síntesis entre su imagen, su función y las emociones que éste genera. La exposición fue organizada con la colaboración del Consulado General de Japón en Milán, el Consulado General de Italia en Osaka, el Centro Japonés de Cultura de Milán y la Cámara de Comercio de Kioto. 
Ha coordinado las publicaciones anuales del grupo 24 Ore Business Media dedicadas a la investigación sobre la evolución del objeto respecto de su imagen. Como proyectista y director artístico, colabora con empresas nacionales e internacionales (Runtal Zehnder,  Magma, Disegno Ceramica, Il Marmo) y ha trabajado como director de algunas publicaciones impresas (Archaedilia de Faenza Editrice, Ce International Superfici In&Out para Il Sole 24 Ore Business Media). Desde 2012 es el director del portal de arquitectura y diseño Floornature.com. 
Además de docente del Politécnico de Milán, es profesor del curso de Licenciatura en Diseño y Comunicación Integral del IUSVE (Instituto Universitario Salesiano de Venecia) en Mestre (Italia) y frecuentemente dicta seminarios en otras instituciones y entes, tanto públicos como privados.

## Publicaciones
- P. Schianchi. Il Bi-Design. Faenza Editrice. 2004
- Id. Nuovamente anonimi. Il Sole 24 Ore Business Media. 2007
- Id. Verso il bagno Camp. Il Sole 24 Ore Business Media. 2008
- Id. Diseño y baño: un binomio entre imagen y objeto. Diseño y Arquitectura. Faenza Ed. Ibérica. 2008
- Id. Il sogno e la realtà spunti per una nuova definizione di design. Il Sole 24 Ore Business Media. 2009
- Id. Nuvole di estetica e prodotto. ISRE Ediciones Salesianas. 2010
- Id. Design. La raffigurazione di se stesso. Il Sole 24 Ore Business Media. 2010
- Id. L'Immagine è un Oggetto, libreriauniversitaria.it edizioni, Padua 2013, ISBN 978-88-6292-413-9